# Harold López-Nussa
Jon Hendricks (Havanna, 1983. július 13. –) kubai dzsesszzongorista.

## Pályakép
Nagyanyai ágon francia felmenői vannak. Zenész családba született Havannában. Édesapja, Ruy López-Nussa Lekszycki és öccse, Ruy Adrián López-Nussa ütőhangszeresek. Nagybátyja, Ernán López-Nussa szintén ismert dzsesszzongorista.[3] Édesanyja, Mayra Torres zongoratanár volt.
Kuba havannai Vedado kerületében él.
Nyolcévesen kezdett zongorázni. Alapfokú Zeneiskolában, aztán az Amadeo Roldán Konzervatóriumba járt. Az Instituto Superior de Artes elvégzése után Omara Portuondóval turnézott. 2003-ban a Kubai Nemzeti Szimfonikus Zenekarral dolgozott. Két évvel később részt vett egy zongoraversenyen a Montreux-i Jazzfesztiválon, ahol első helyezést ért el. 2006-ban koncertje volt a Montreux-i Jazz Fesztiválon, amelyet felvettek a "Sobre el Atelier" svájci stúdióban.
2007-ben adta ki első szólóalbumát, a Cancionest.
Dolgozott Leo Brouwerrel, Gilles Petersonnal és Alune Wade-del. Apjával és testvérével is készített felvételeket.

## Albumok
- 2007: Canciones
- 2007: Sobre el Atelier
- 2009: Herencia with Felipe Cabrera, Ruy Adrián López-Nussa
- 2011: El Pais de Las Maravillas
- 2013: New Day
- 2015: Havana – Paris – Dakar
- 2016: El Viaje
- 2018: Un Dia Cualquiera
- 2020: Te Lo Dije

## Díjak
2005: Montreux-i Jazzfesztivál, I. helyezett

## Fordítás
Ez a szócikk részben vagy egészben  a   Harold López-Nussa című angol Wikipédia-szócikk ezen változatának fordításán alapul.  Az eredeti cikk szerkesztőit annak laptörténete sorolja fel. Ez a jelzés csupán a megfogalmazás eredetét és a szerzői jogokat jelzi, nem szolgál a cikkben szereplő információk forrásmegjelöléseként.